# Галешич, Зелг
Зелг Гале́шич (хорв. Zelg Galešić; 16 февраля 1979, Пула) — хорватский тхэквондист и боец смешанного стиля, представитель средней и полутяжёлой весовых категорий. В тхэквондо является многократным чемпионом Европы и мира, победитель многих турниров международного и национального значения. В период 2004—2013 годов на профессиональном уровне выступал в ММА, известен по участию в турнирах таких бойцовских организаций как Cage Rage, Pride, Dream, Bellator, владел титулом чемпиона Великобритании в среднем весе по версии Cage Rage и титулом чемпиона UCMMA в полутяжёлом весе.

## Биография
Зелг Галешич родился 16 февраля 1979 года в городе Пула, Югославия. В возрасте десяти лет начал активно заниматься тхэквондо и впоследствии добился в этом виде единоборств высокого уровня мастерства. Трижды становился чемпионом Европы по версии ITF, дважды чемпионом мира ITF, два раза выигрывал чемпионат мира ITC в разделе фулл-контакт. Принимал участие в международном турнире Combat Sports Open Trials в Великобритании, где победил всех своих соперников, причём все поединки кроме одного завершились в течение минуты. Имеет чёрный пояс по тхэквондо, четвёртый дан.
Дебютировал в смешанных единоборствах в сентябре 2004 года в Англии, своего первого соперника нокаутировал в первом же раунде. Тем не менее, в следующем поединке в апреле 2005 года потерпел первое в карьере поражение, техническим нокаутом от англичанина Пола Тейлора. В дальнейшем выступал в престижном британском промоушене Cage Rage, где одержал четыре победы подряд и завоевал титул чемпиона Великобритании в средней весовой категории.
Имея в послужном списке шесть побед и только одно поражение, в 2007 году Галешич привлёк к себе внимание крупнейшей японской бойцовской организации Pride Fighting Championships и провёл здесь бой против титулованного японского дзюдоиста Макото Такимото — в первом раунде японец успешно провёл на нём болевой приём «кимура», и Галешич вынужден был сдаться.
Дважды выступал в промоушене Hero's, один раз проиграл и один раз выиграл. Дальнейшую карьеру связал с японской организацией Dream, в 2008 году принял участие в гран-при среднего веса, где выиграл у двоих соперников, но в третьем полуфинальном поединке потерпел поражение сдачей от бразильца Роналду Соузы. Также в 2009 году провёл в Dream один рейтинговый бой против японского ветерана Кадзуси Сакурабы и уступил ему, попавшись в первом раунде на рычаг колена.
После довольно длительного перерыва в 2011 году Зелг Галишич победоносно вернулся в ММА. Он дважды пытался выиграть гран-при крупной американской организации Bellator, но оба раза останавливался на стадии четвертьфиналов: сначала в среднем весе «гильотиной» в стойке проиграл россиянину Александру Шлеменко, затем в полутяжёлом весе потерпел поражение удушающим приёмом сзади от венгра Аттилы Вега. Также в этот период отметился выступлением на турнире индийского промоушена Super Fight League, где за 34 секунды «летучим коленом» нокаутировал американца Дага Маршалла. В 2013 году техническим нокаутом проиграл англичанину Линтону Васселлу и завершил бойцовскую карьеру поражением на домашнем турнире Final Fight Championship в Загребе, когда сдался успешно проведшему рычаг локтя бывшему чемпиону UFC Рикко Родригесу. Всего провёл на профессиональном уровне 20 боёв, из них 11 выиграл (все 11 досрочно) и 9 проиграл.
В 2014 году Галешич решил попробовать себя в кикбоксинге и выступил на турнире Rise 100 в Токио, где был нокаутирован титулованным японским каратистом Макото Уэхарой.

## Статистика в профессиональном ММА
| Боёв 20  | Побед 11 | Поражений 9 |
| -------- | -------- | ----------- |
| Нокаутом | 9        | 2           |
| Сдачей   | 2        | 7           |
| Решением | 0        | 0           |

| Результат | Рекорд | Соперник              | Способ                        | Турнир                     | Дата             | Раунд | Время | Место             | Примечание                                           |
| --------- | ------ | --------------------- | ----------------------------- | -------------------------- | ---------------- | ----- | ----- | ----------------- | ---------------------------------------------------- |
| Поражение | 11–9   | Рикко Родригес        | Сдача (рычаг локтя)           | Final Fight Championship 8 | 25 октября 2013  | 1     | 2:10  | Загреб, Хорватия  | Бой в промежуточном весе 95 кг.                      |
| Поражение | 11–8   | Линтон Васселл        | TKO (удары руками)            | UCMMA 32                   | 2 февраля 2013   | 1     | 4:31  | Лондон, Англия    | Бой за титул чемпиона UCMMA в полутяжёлом весе.      |
| Поражение | 11–7   | Аттила Вег            | Сдача (удушение сзади)        | Bellator 71                | 22 июня 2012     | 1     | 1:00  | Честер, США       | Четвертьфинал гран-при Bellator полутяжёлого веса.   |
| Победа    | 11–6   | Даг Маршалл           | KO (летучее колено)           | Super Fight League 3       | 6 мая 2012       | 1     | 0:34  | Нью-Дели, Индия   |                                                      |
| Поражение | 10–6   | Александр Шлеменко    | Сдача (гильотина стоя)        | Bellator 50                | 17 сентября 2011 | 1     | 1:55  | Холливуд, США     | Четвертьфинал гран-при Bellator среднего веса.       |
| Победа    | 10–5   | Ли Чадуик             | KO (удар рукой)               | OMMAC 9: Enemies           | 5 марта 2011     | 1     | 2:40  | Ливерпуль, Англия |                                                      |
| Поражение | 9–5    | Кадзуси Сакураба      | Сдача (рычаг колена)          | Dream 12                   | 26 октября 2009  | 1     | 1:40  | Осака, Япония     |                                                      |
| Поражение | 9–4    | Роналду Соуза         | Сдача (рычаг локтя)           | Dream 6                    | 23 сентября 2008 | 1     | 1:27  | Сайтама, Япония   | Полуфинал гран-при в среднем весе.                   |
| Победа    | 9–3    | Кин Тайэй             | TKO (травма локтя)            | Dream 4                    | 15 июня 2008     | 1     | 1:05  | Иокогама, Япония  | Четвертьфинал гран-при в среднем весе.               |
| Победа    | 8–3    | Магомед Султанахмедов | Сдача (рычаг локтя)           | Dream 2                    | 29 апреля 2008   | 1     | 1:40  | Сайтама, Япония   | Первый этап гран-при в среднем весе.                 |
| Победа    | 7–3    | Кин Тайэй             | TKO (остановлен врачом)       | Hero's 2007 in Korea       | 28 октября 2007  | 1     | 0:36  | Сеул, Южная Корея |                                                      |
| Поражение | 6–3    | Юн Дон Сик            | Сдача (рычаг локтя)           | Hero's 10                  | 17 сентября 2007 | 1     | 1:29  | Иокогама, Япония  |                                                      |
| Поражение | 6–2    | Макото Такимото       | Сдача (кимура)                | Pride 34                   | 8 апреля 2007    | 1     | 5:40  | Сайтама, Япония   |                                                      |
| Победа    | 6–1    | Марк Уир              | KO (удары руками)             | Cage Rage 19               | 9 декабря 2006   | 1     | 0:50  | Лондон, Англия    | Бой за титул чемпиона Великобритании в среднем весе. |
| Победа    | 5–1    | Джеймс Эванс-Николл   | TKO (топтание и удары руками) | Cage Rage 18               | 30 сентября 2006 | 1     | 2:02  | Лондон, Англия    |                                                      |
| Победа    | 4–1    | Кёртис Стаут          | Сдача (рычаг локтя)           | Cage Rage 17               | 1 июля 2006      | 1     | 1:10  | Лондон, Англия    |                                                      |
| Победа    | 3–1    | Майкл Холмс           | TKO (удары руками)            | Cage Rage 15               | 4 февраля 2006   | 1     | 1:41  | Лондон, Англия    |                                                      |
| Победа    | 2–1    | Джон Флемминг         | KO (удары руками)             | Urban Destruction 2        | 30 июля 2005     | 1     | N/A   | Бристоль, Англия  |                                                      |
| Поражение | 1–1    | Пол Тейлор            | TKO (удары руками)            | Urban Destruction 1        | 10 апреля 2005   | 3     | 1:42  | Бристоль, Англия  |                                                      |
| Победа    | 1–0    | Джим Бентли           | KO (удар рукой)               | UC 11: Wrath of the Beast  | 12 сентября 2004 | 1     | 1:16  | Бристоль, Англия  |                                                      |